# Gynerium sagittatum
Gynerium sagittatum är en gräsart som först beskrevs av Jean Baptiste Christophe Fusée Aublet, och fick sitt nu gällande namn av Ambroise Marie François Joseph Palisot de Beauvois. Gynerium sagittatum ingår i släktet Gynerium och familjen gräs.

## Underarter
Arten delas in i följande underarter:
- G. s. glabrum
- G. s. subandinum

## Bildgalleri

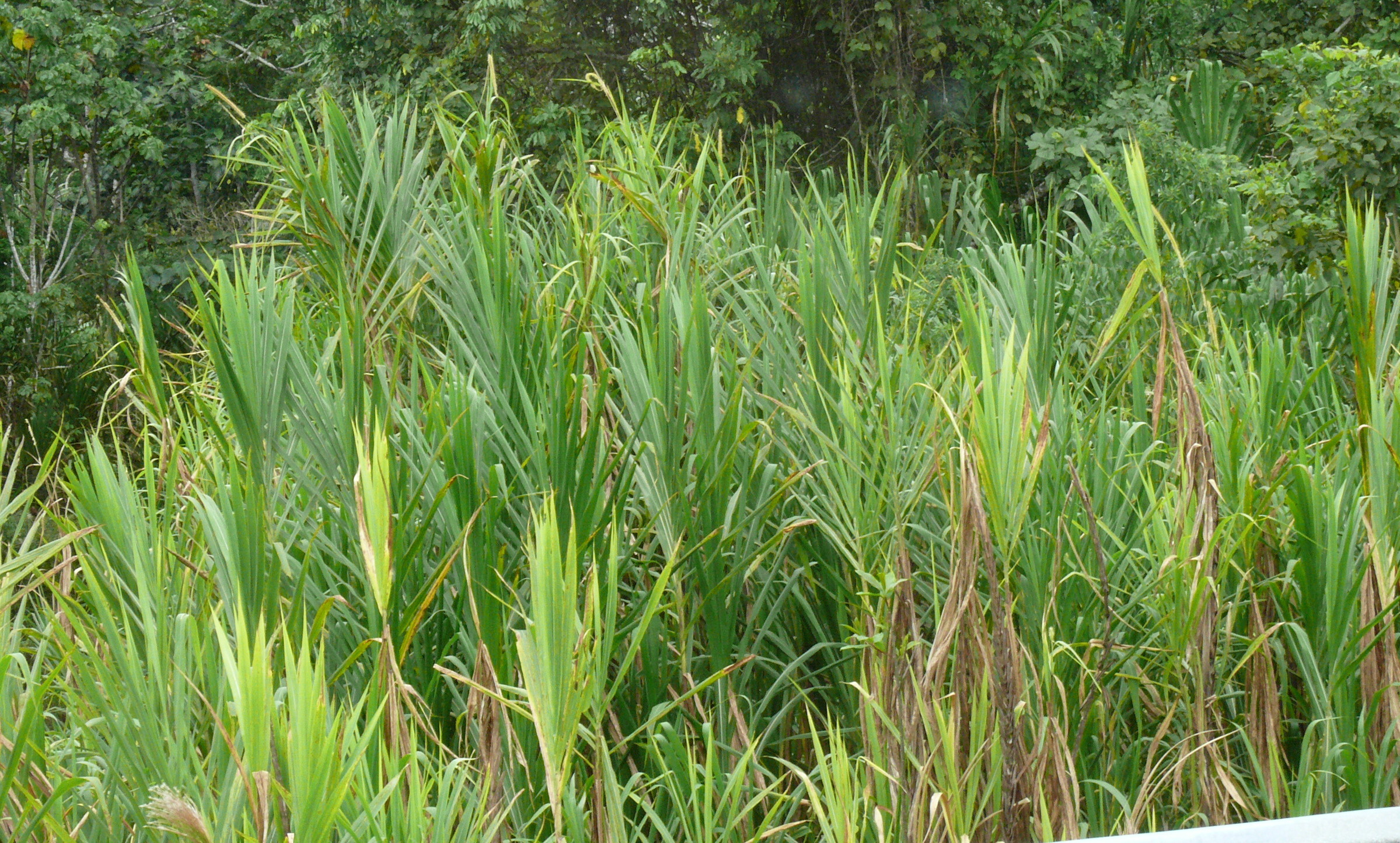
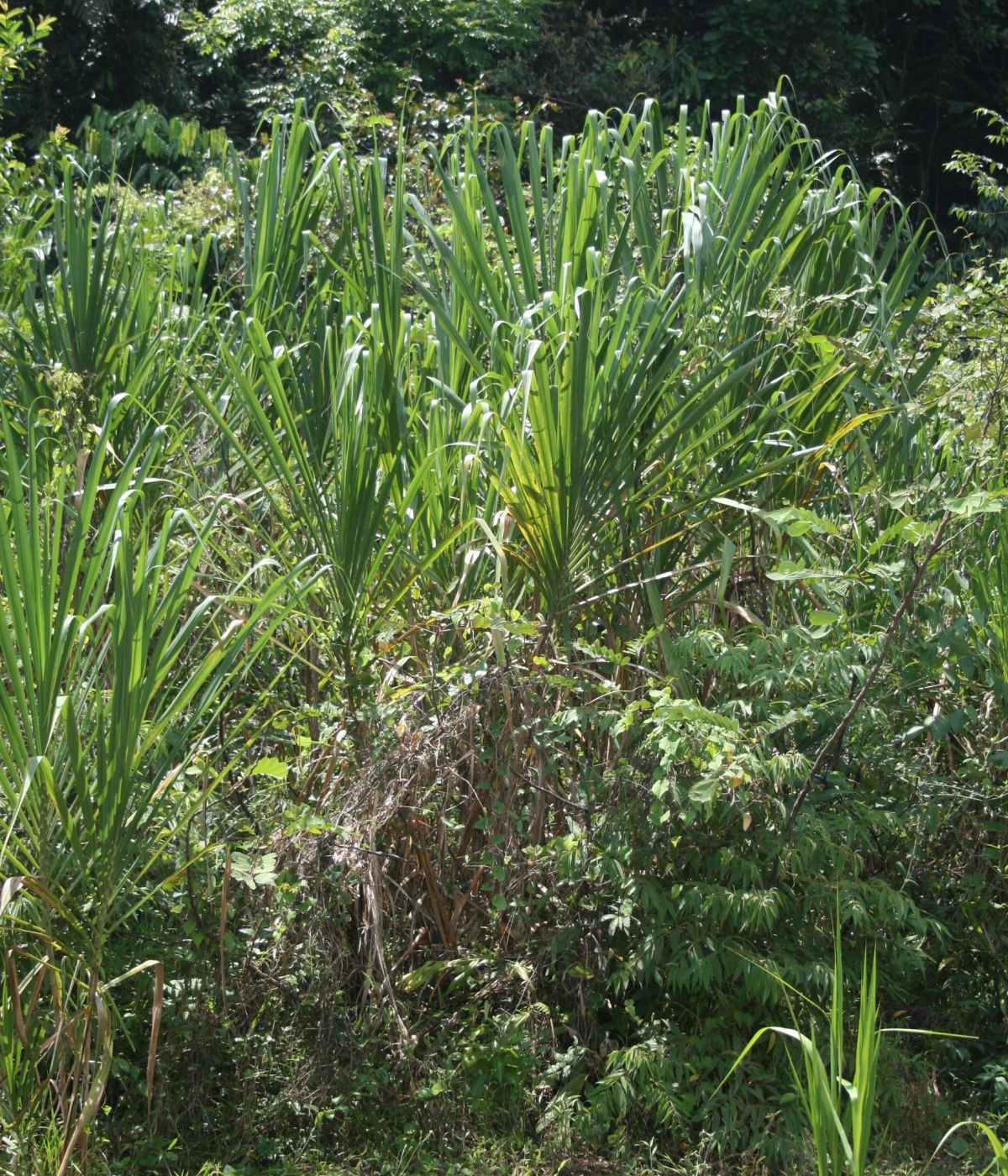
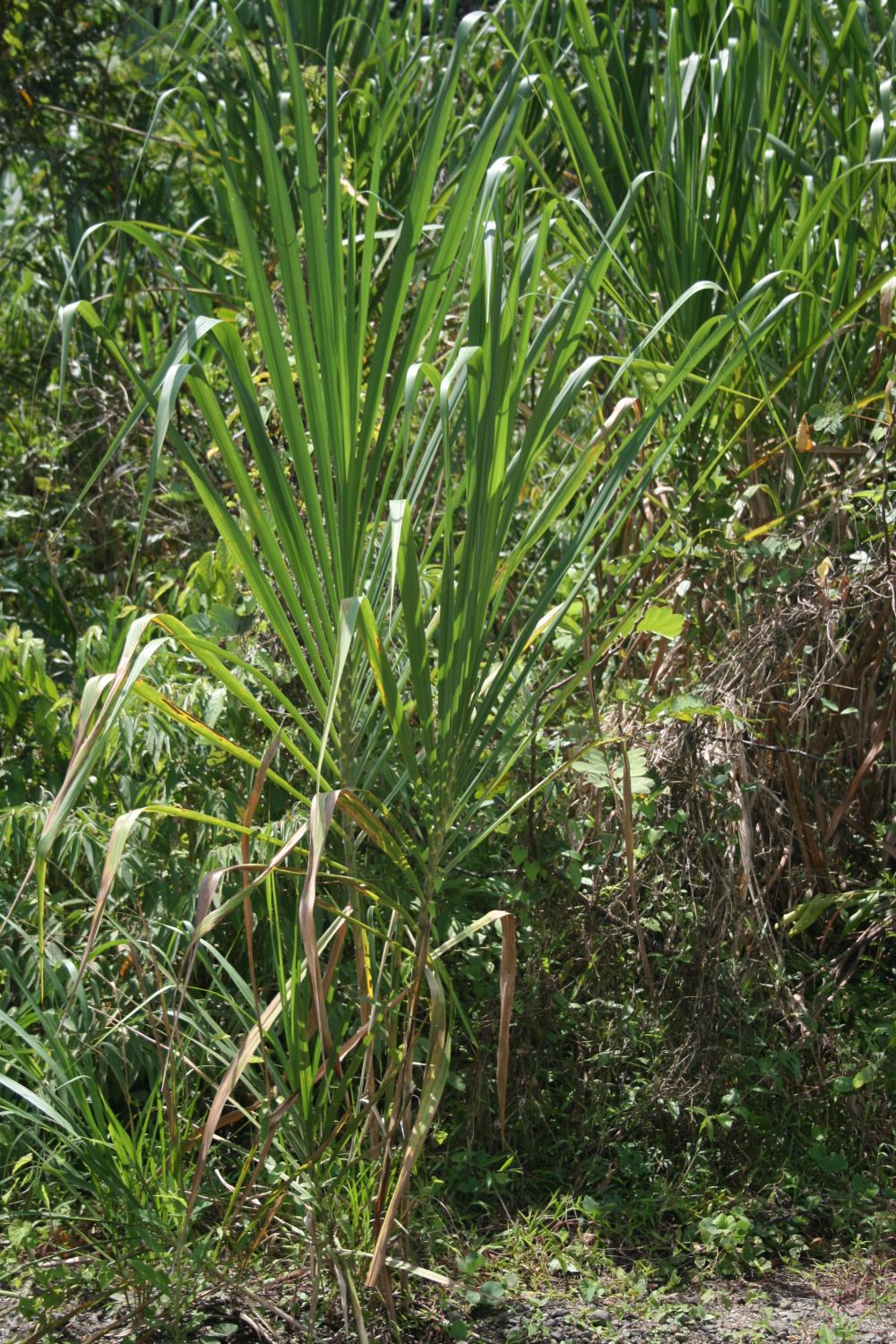
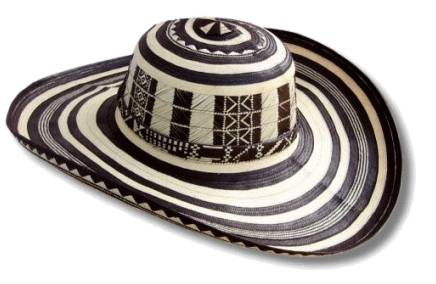